# فرانک ریپلو
فرانک ریپلو (آلمانی: Frank Ripploh؛ ۲ سپتامبر ۱۹۴۹ – ۲۴ ژوئن ۲۰۰۲) کارگردان فیلم، نویسنده و بازیگر اهل آلمان بود.
از فیلم‌ها یا برنامه‌های تلویزیونی که وی در آن نقش داشته‌است، می‌توان به تاکسی به‌سوی توالت و کوئرله اشاره کرد.